# Iglesia de la Santísima Trinidad en Cesarea
La iglesia de la Santissima Trinità alla Cesarea (o Santa Maria del Rimedio a Salvator Rosa) es una iglesia barroca de Nápoles, ubicada en el centro histórico de Nápoles, en Piazzetta Trinità alla Cesarea.

## Historia
Es mencionada explícitamente en "Noticias de la belleza de los antiguos y curiosos de la ciudad de Nápoles" (1692) de Carlo Celano, cronista e historiador.
La iglesia y el convento fueron construidos por los frailes italianos de la Redención Captivi de la Orden de Santa María della Mercede que compraron el palacio de Belmosto en el siglo XVII. En el siglo XVII, la zona estaba poblada por casas de campo de la nobleza napolitana que posteriormente fueron vendidas a órdenes religiosas debido a la presencia de un aire más saludable que el de la ciudad baja.
A principios del siglo XVIII se construyeron en la propiedad de Belmosto la actual iglesia y el palacio utilizado como monasterio. La estructura monástica pasó a manos de los trinitarios quienes dieron al edificio su nombre actual. En 1809 el convento fue suprimido.
El templo está abandonado desde 1980, cuando el terremoto que devastó el sur de Italia (y Campania en particular) dejó inutilizables muchos edificios.
Propiedad de la Curia Napolitana, Santa María del Rimedio se encuentra en mal estado, pero menos de lo que uno podría imaginar mirándola desde fuera. Desde 2005, el antiguo monasterio alberga un albergue juvenil, elegantemente renovado y amueblado. Casi todas las habitaciones han sido recuperadas y renovadas y el jardín interior ha sido restaurado. El albergue es un destino para miles de turistas cada año.
En agosto de 2008 se volvió a impermeabilizar el tejado de la iglesia: esta intervención al menos ha reducido la degradación y sienta las bases para un proyecto de restauración que devolverá la iglesia a la comunidad local.
Durante el Mayo de Monumentos 2012 se hizo visitable.

## Descripción
La iglesia está precedida por un doble tramo de escaleras de piperno, mientras que el interior se compone de una nave rectangular con grandes ventanales.
La fachada está completamente deteriorada (ornamentos y esculturas están arruinados por el abandono).
El interior de la estructura es rico en decoraciones, destacando especialmente la bóveda de crucería con frescos.

## Entradas relacionadas
- Iglesias de Nápoles
- Barroco napolitano
- Monumentos de Nápoles

- Datos: Q3669231
- Multimedia: Santissima Trinità alla Cesarea / Q3669231